# Акантокарпус
Акантокарпус (лат. Acanthocarpus) — род однодольных цветковых растений семейства Спаржевые (Asparagaceae).

## Распространение
Все виды рода являются эндемиками полупустынь юго-запада Австралии.

## Список видов
Род Акантокарпус включает 7 видов:
- Acanthocarpus canaliculatus A.S.George
- Acanthocarpus humilis A.S.George
- Acanthocarpus parviflorus A.S.George
- Acanthocarpus preissii Lehm. — Акантокарпус Прейсаtypus[1]
- Acanthocarpus robustus A.S.George
- Acanthocarpus rupestris A.S.George
- Acanthocarpus verticillatus A.S.George